# Фаджр, Фейсал
Фейсал (Файсал) Фаджр (фр. Fayçal Fajr; 1 августа 1988, Руан) — марокканский футболист, полузащитник клуба «Аль-Вахда» и сборной Марокко.

## Биография
Фаджр родился в городе Руан в семье мигрантов и начал свою карьеру в местном любительском клубе «Сотвиль-ле-Руан». В 2000 году он присоединился к молодёжной академии профессионального клуба «Гавр». После трех лет в Гавре Фаджр был отчислен — по мнению тренеров, ему не хватало физических данных для профессионального футболиста. Тогда игрок вернулся домой и присоединился к клубу «Руан». Фаджр провел два года в клубе, и в 2005 году подписал контракт с клубом «Уассель», с которым он выиграл в Любительском чемпионате Франции.
После двух сезонов за взрослую команду Фейсал Фаджр в 2008 году поднялся на уровень выше, подписав контракт с клубом «Фрежюс». В своем первом сезоне в клубе он появился в 29 матчах и забил 4 гола. «Фрежюс» занял второе место в своей группе, однако из-за наложения на некоторые клубы санкций «Фрежюс» поднялся сразу в третий дивизион Франции. В предыдущем сезоне Фаджр в основном выходил на поле со скамейки, а в новом чемпионате он стал игроком основы. Он сыграл 29 матчей, а «Фрежюс» закончил сезон в середине турнирной таблицы. В своём последнем сезоне с клубом Фаджр стал основным плеймейкером клуба. Он провёл 34 игры и забил в них 8 голов. «Фрежюс» закончил сезон на шестом месте.
После успешной игры за Фрежюс Фажром заинтересовались несколько профессиональных клубов, в том числе «Ницца», «Дижон» и «Реймс». 18 июля 2011 года было подтверждено, что Фаджр присоединится к клубу Лиги 1 «Кан» на три года. Контракт был подписан на следующий день. Фаджр получил футболку с номером 29 и дебютировал в элите французского футбола 28 августа в матче против «Ренна». Три дня спустя в матче Кубка Франции против «Бреста» он забил свой первый гол за «Кан». «Кан» вылетел в Лигу 2 в том сезоне, но два года спустя вернулся в элиту, при участии Фаджра: в сезоне 2013/14 он забил 8 голов в 35 играх.
24 июня 2014 года Фаджр прошёл медобследование и перебрался в испанский «Эльче». Он дебютировал в Примере 24 августа, выйдя на замену в матче против «Барселоны» (0:3).
6 августа 2015 года Фаджр был отдан в аренду команде «Депортиво Ла-Корунья» на один год.